# Скайлайн-Ганіпа (Нью-Мексико)
Скайлайн-Ганіпа (англ. Skyline-Ganipa) — переписна місцевість (CDP) в США, в окрузі Сібола штату Нью-Мексико. Населення — 1614 особи (2020).

## Географія
Скайлайн-Ганіпа розташований за координатами 35°1′58″ пн. ш. 107°36′50″ зх. д. / 35.03278° пн. ш. 107.61389° зх. д. (35.032791, -107.613970).  За даними Бюро перепису населення США в 2010 році переписна місцевість мала площу 15,94 км², уся площа — суходіл.

## Демографія
Згідно з переписом 2010 року, у переписній місцевості мешкали 1224 особи в 298 домогосподарствах у складі 265 родин. Густота населення становила 77 осіб/км².  Було 330 помешкань (21/км²).
Расовий склад населення:
| - 97,4 % — корінних американців - 0,6 % — білих - 0,2 % — чорних або афроамериканців |

До двох чи більше рас належало 1,5 %. Частка іспаномовних становила 2,0 % від усіх жителів.
За віковим діапазоном населення розподілялося таким чином: 33,0 % — особи молодші 18 років, 58,4 % — особи у віці 18—64 років, 8,6 % — особи у віці 65 років та старші. Медіана віку мешканця становила 30,2 року. На 100 осіб жіночої статі у переписній місцевості припадало 80,0 чоловіків;  на 100 жінок у віці від 18 років та старших — 79,0 чоловіків також старших 18 років.
Середній дохід на одне домашнє господарство  становив 37 679 доларів США (медіана — 34 028), а середній дохід на одну сім'ю — 38 090 доларів (медіана — 33 750). Медіана доходів становила 18 704 долари для чоловіків та 25 957 доларів для жінок. За межею бідності перебувало 35,1 % осіб, у тому числі 36,6 % дітей у віці до 18 років та 56,7 % осіб у віці 65 років та старших.
Цивільне працевлаштоване населення становило 430 осіб. Основні галузі зайнятості: мистецтво, розваги та відпочинок — 32,6 %, освіта, охорона здоров'я та соціальна допомога — 24,7 %, роздрібна торгівля — 13,0 %, публічна адміністрація — 7,4 %.